# Christopher Guest
Christopher Haden-Guest, 5è baró Haden-Guest (Nova York, 5 de febrer de 1948) és un guionista, compositor, músic, director, actor i còmic britànic-estatunidenc. Guest és més conegut a Hollywood per haver escrit, dirigit i protagonitzat la seva sèrie de pel·lícules de comèdia rodades a l'estil de simulacre documental (fals documental paròdic). Moltes escenes i antecedents de personatges de les pel·lícules de Guest estan escrites i dirigides, tot i que els actors no tenen temps d'assaig i el conjunt improvisa escenes mentre les filma. La sèrie de pel·lícules va començar amb This Is Spinal Tap (que no va dirigir) i va continuar amb Esperant en Guffman, Best in Show, La força del vent, For Your Consideration i Mascots.
Guest té una noblesa britànica hereditària com el cinquè baró Haden-Guest, i ha expressat públicament el seu desig de veure la Cambra dels Lords reformada com una cambra escollida democràticament. Tot i que inicialment va ser actiu als Lords, la seva carrera allà es va veure truncada per la Llei de la Cambra dels Lords de 1999, que va eliminar el dret de la majoria dels pares hereditaris a un escó al parlament. Quan utilitza el seu títol, normalment s'anomena Lord Haden-Guest. Guest està casat amb l'actriu i autora Jamie Lee Curtis.

## Antecedents familiars i primers anys
Guest va néixer a la ciutat de Nova York, fill de Peter Haden-Guest, un diplomàtic britànic de les Nacions Unides que més tard es va convertir en el quart baró Haden-Guest, i de la seva segona esposa, l'antiga Jean Pauline Hindes, una antiga vicepresidenta nord-americana de càsting de CBS. L'avi patern de Guest, Leslie, el baró Haden-Guest, va ser un polític del Partit Laborista, que es va convertir al judaisme. L'àvia paterna de Guest, descendent de la família jueva holandesa Goldsmid, era filla del coronel Albert Goldsmid, un oficial britànic que va fundar la Brigada de Nens i Nenes Jueves i els Macabeus. Els avis materns de Guest eren jueus emigrants de Rússia. Els dos pares de Guest s'havien convertit en ateus, i el mateix Guest no tenia educació religiosa. Gairebé una dècada abans de néixer, el seu oncle, David Guest, conferenciant i militant del Partit Comunista, va ser assassinat a la Guerra Civil espanyola, lluitant a les Brigades Internacionals.
Guest va passar part de la seva infantesa al Regne Unit natal del seu pare. Va assistir a la High School of Music & Art (Nova York), estudiant música clàssica (clarinet) a la Stockbridge School d'Interlaken, Massachusetts. Més tard es va dedicar a la mandolina, es va interessar per la música country i va tocar la guitarra amb Arlo Guthrie, un company d'estudiant a Stockbridge School. Guest més tard va començar a actuar amb bandes de bluegrass fins que es va dedicar al rock and roll. Guest va anar al Bard College durant un any i després va estudiar interpretació al Graduate Acting Program de la Universitat de Nova York a la Tisch School of the Arts, i es va graduar el 1971.

## Carrera

### Dècada de 1970
Guest va començar la seva carrera al teatre a principis de la dècada de 1970 amb una de les seves primeres actuacions professionals va ser el paper de Norman a Moonchildren de Michael Weller per a l'estrena americana de l'obra a l'escenari Arena de Washington, DC, el novembre de 1971. Guest va continuar amb la producció quan es va traslladar a Broadway el 1972. L'any següent, va començar a fer contribucions a The National Lampoon Radio Hour per a una varietat d'enregistraments d'àudio de National Lampoon. Va interpretar personatges còmics (Flash Bazbo—Space Explorer, Mr. Rogers, el crític musical Roger de Swans i el sòrdid representant de la companyia discogràfica Ron Fields) i va escriure, organitzar i interpretar nombroses paròdies musicals (de Bob Dylan, James Taylor i altres). Va aparèixer al costat de Chevy Chase i John Belushi a la revista d'Off-Broadway National Lampoon's Lemmings. Dos dels seus primers papers cinematogràfics van ser petits papers com a agents de policia uniformats a la pel·lícula de 1972 Un diamant molt calent i Death Wish de 1974.
Guest va fer un petit paper a l'episodi de All in the Family de 1977 "Mike and Gloria Meet", on en una seqüència de salt enrere Mike i Gloria recorden la seva primera cita a cegues, organitzada pel company de la universitat de Michael, Jim (Guest), que va sortir amb l'amiga de Gloria, Debbie (Priscilla Lopez).
Guest també va tenir un petit però important paper a It Happened One Christmas, el remake de televisió de gènere invertit de 1977 del clàssic de Frank Capra Qué bonic que és viure, protagonitzat per Marlo Thomas com Mary Bailey (el paper de James Stewart), amb Cloris Leachman com a àngel guardià de Mary i Orson Welles com el malvat senyor Potter. Guest va interpretar el germà de Mary, Harry, que tornava de l'exèrcit a l'escena final, dient una de les últimes línies de la pel·lícula.

### Dècada de 1980
El paper més important de Guest de les dues primeres dècades de la seva carrera és probablement el de Nigel Tufnel a la pel·lícula de Rob Reiner de 1984 This Is Spinal Tap. Guest va fer la seva primera aparició com a Tufnel al programa de comèdia de sketch de 1978 The TV Show.
Juntament amb Martin Short, Billy Crystal i Harry Shearer, Guest va ser contractat com a membre del repartiment d'un any per a la temporada 1984–85 al Saturday Night Live de la NBC. Els personatges recurrents de Saturday Night Live interpretats per Guest inclouen Frankie, de Willie i Frankie (companys de feina que expliquen amb detall situacions físicament doloroses en què s'han trobat, remarcant lacònicament "I hate when that happens" (odio quan això passa)); Herb Minkman, un fabricant de joguines ombrívols amb un germà anomenat Al (interpretat per Crystal); Rajeev Vindaloo, un home estranger excèntric en la mateixa línia que el personatge Latka d'Andy Kaufman de la sèrie Taxi; i Señor Cosa, un ventríloc espanyol que es veu sovint a la parodia recurrent de The Joe Franklin Show. També va experimentar darrere la càmera amb esbossos prefilmats, en particular dirigint un curt d'estil documental protagonitzat per Shearer i Short com a nedadors sincronitzats. En un altre curtmetratge de SNL, Guest i Crystal apareixen en blackface com a jugadors de beisbol retirats de la lliga negra, "The Rooster and the King".
Va aparèixer com el comte Rugen (l'"home de sis dits") a La princesa promesa. Va tenir un paper cameo com el primer client, un vianant, al remake musical de 1986 de La botiga dels horrors, que també comptava amb Steve Martin. Com a coguionista i director, Guest va fer la sàtira de Hollywood The Big Picture.
Quan el seu pare va succeir a la noblesa familiar el 1987, va ser conegut com "l'Honorable Christopher Haden-Guest". Aquest va ser el seu estil i nom oficials fins que va heretar la baronia el 1996.

### 1990-present
L'experiència de fer This is Spinal Tap va instruir-lo directament per a la segona fase de la seva carrera. A partir de 1996, Guest va començar a escriure, dirigir i actuar en la seva pròpia sèrie de pel·lícules substancialment improvisades. Moltes d'ells van arribar a ser exemples definitius del que es va conèixer com a "falsos documentals", un terme que Guest no aprecia per descriure el seu enfocament inusual per explorar les passions que fan que els personatges de les seves pel·lícules siguin tan interessants. Sosté que la seva intenció no és burlar-se de ningú, sinó explorar comunitats insulars, potser fosques, a través del seu mètode de fer cinema.
Junts, Guest, el seu freqüent company d'escriptor Eugene Levy i una petita banda d'actors han format un grup de repertori lliure, que apareix en diverses pel·lícules. Aquests inclouen Catherine O'Hara, Michael McKean, Parker Posey, Bob Balaban, Jane Lynch, John Michael Higgins, Harry Shearer, Jennifer Coolidge, Ed Begley, Jr., Jim Piddock i Fred Willard. Guest i Levy escriuen fons per a cadascun dels personatges i targetes de notes per a cada escena específica, esbossant la trama, i després deixen als actors que improvitzin el diàleg, el que suposadament donarà lloc a una conversa molt més natural del que faria el diàleg amb guió. Normalment, tots els que apareixen en aquestes pel·lícules reben la mateixa tarifa i la mateixa part dels beneficis. Entre les pel·lícules interpretades d'aquesta manera, que han estat escrites i dirigides per Guest, destaquen Esperant en Guffman (1996), sobre un grup de teatre comunitari, Best in Show (2000), sobre el circuit d'espectacles canins, La força del vent (2001), sobre cantants folk, For Your Consideration (2006), sobre el bombo que envolta la temporada dels Oscar, i Mascots (2016), sobre una competició de mascotes d'equips esportius.
Guest va tenir un paper de doblatge a la sèrie de comèdia animada Bob Esponja, com el cosí de Bob Esponja, Stanley.
Guest va tornar a col·laborar amb Reiner a Alguns homes bons (1992), apareixent com a Dr. Stone. A la dècada de 2000, Guest va aparèixer al musical biogràfic de 2005 Mrs. Henderson Presents i a la comèdia de 2009 The Invention of Lying.
També és membre del grup musical The Beyman Bros, que va formar amb l'amic de la infància David Nichtern i l'actual teclista de Spinal Tap CJ Vanston. El seu àlbum de debut Memories of Summer as a Child va ser llançat el 20 de gener de 2009.
El 2010, l'Oficina del Cens dels Estats Units va pagar 2,5 milions de dòlars per tenir un anunci de televisió dirigit per Guest durant la cobertura televisiva de la Super Bowl.
Guest és doctor honoris causa i és membre del consell d'administració del Berklee College of Music de Boston.
El 2013, Guest va ser coguionista i productor de la sèrie d'HBO Family Tree, en col·laboració amb Jim Piddock, una història alegre a l'estil que va fer famosa a This is Spinal Tap, en què el personatge principal, Tom Chadwick, hereta un capsa de curiositats de la seva tieta gran, que desperta l'interès per la seva ascendència.
L'11 d'agost de 2015, Netflix va anunciar que Mascots, una pel·lícula dirigida per Guest i coescrita amb Jim Piddock, sobre la competició pel premi Gold Fluffy del campionat de la World Mascot Association, s'hi estrenaria el 2016.
Guest va tornar a interpretar el seu paper de comte Tyrone Rugen a la Princess Bride Reunion el 13 de setembre de 2020.

## Família

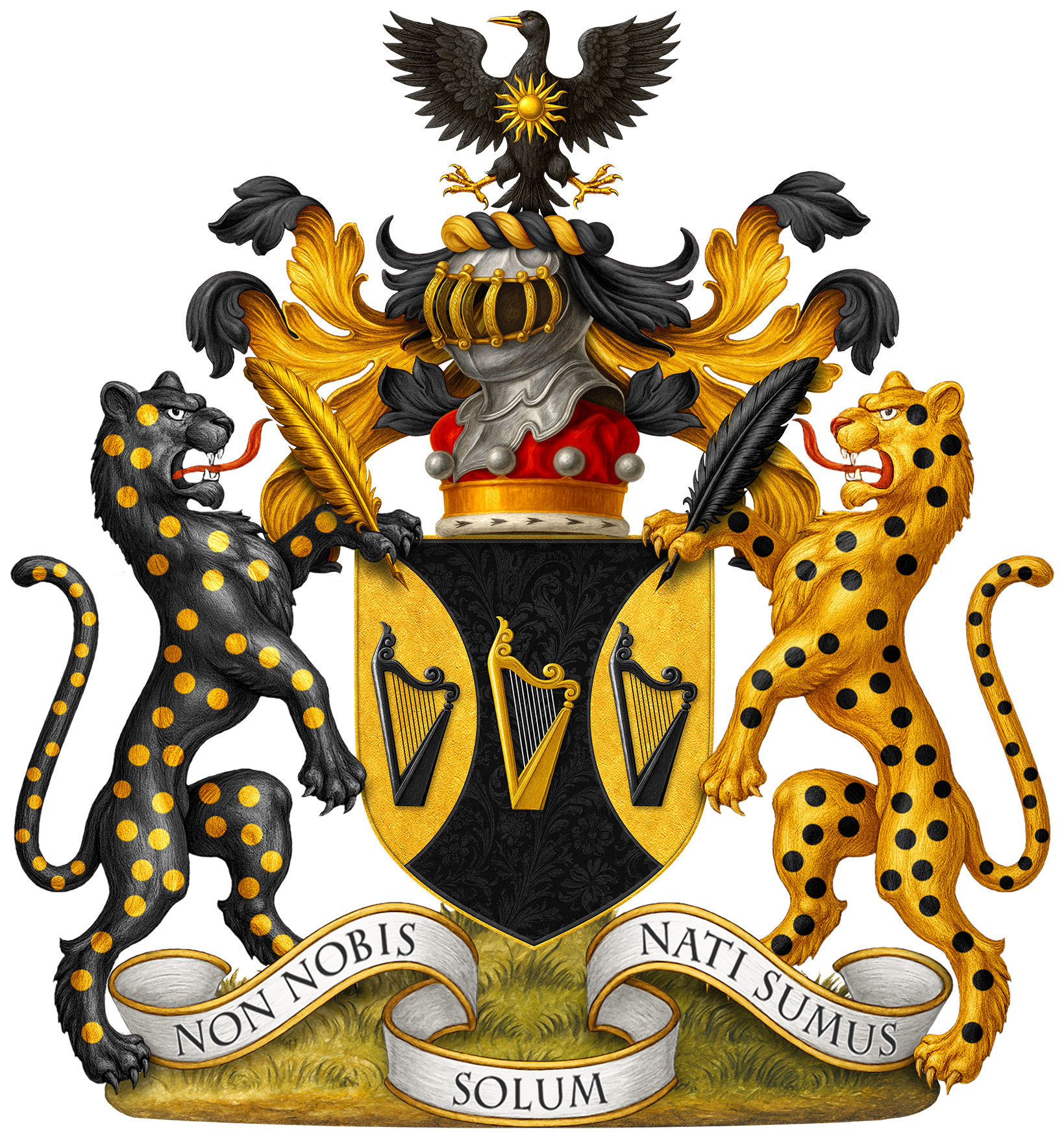
Escut d'armes - Baró Haden-Guest, de Saling al comtat d'Essex

Guest es va convertir en el cinquè baró Haden-Guest, de Great Saling, al comtat d'Essex, quan el seu pare va morir el 1996. Va succeir després de la inelegibilitat del seu germanastre gran, Anthony Haden-Guest, que va néixer abans que els seus pares es casessin. Segons un article de The Guardian, Guest assistia regularment a la Cambra dels Lords fins que la Llei de la Cambra dels Lords de 1999 va prohibir la majoria dels seus companys hereditaris dels seus seients.

## Vida personal
Guest es va casar amb l'actriu Jamie Lee Curtis el 1984 a casa del seu amic comú Rob Reiner. Tenen dos fills, per adopció: Annie (nascuda el 1986) i Ruby (nascuda el 1996).
Guest va ser interpretat per Seth Green a la pel·lícula A Futile and Stupid Gesture.

## Filmografia

### Cinema
| Any  | Títol                                          | Actor | Guionista | Director | Productor | Paper                                   | Notes                   |
| ---- | ---------------------------------------------- | ----- | --------- | -------- | --------- | --------------------------------------- | ----------------------- |
| 1971 | Anatomia d'un hospital                         | Sí    | No        | No       | No        | Resident                                | No acreditat            |
| 1972 | Un diamant molt calent                         | Sí    | No        | No       | No        | Policia                                 |                         |
| 1973 | National Lampoon Lemmings                      | Sí    | Sí        | No       | No        |                                         | Arranjador musical      |
| 1974 | Death Wish                                     | Sí    | No        | No       | No        | Policia Jackson Reilly                  |                         |
| 1975 | Dos estafadors i una herència                  | Sí    | No        | No       | No        | Amant                                   |                         |
| 1975 | Tarzoon: Shame of the Jungle                   | Sí    | No        | No       | No        | Cap M'Bulu / Curt / Infermer            | Només veu               |
| 1978 | Girlfriends                                    | Sí    | No        | No       | No        | Eric                                    |                         |
| 1979 | The Last Word                                  | Sí    | No        | No       | No        | Roger                                   |                         |
| 1980 | The Long Riders                                | Sí    | No        | No       | No        | Charley Ford                            |                         |
| 1980 | The Missing Link                               | Sí    | No        | No       | No        | No Lobes                                | Veu a la versió anglesa |
| 1981 | Heartbeeps                                     | Sí    | No        | No       | No        | Calvin                                  |                         |
| 1981 | Likely Stories, Vol. 1                         | Sí    | Sí        | Sí       | No        | Tots els papers (segment "Dead Ringer") |                         |
| 1983 | Likely Stories, Vol. 3                         | Sí    | No        | No       | No        | Frankie (segment "Split Decision")      |                         |
| 1984 | This Is Spinal Tap                             | Sí    | Sí        | No       | No        | Nigel Tufnel                            | Compositor, músic       |
| 1985 | Martin Short: Concert for the North Americas   | Sí    | No        | No       | No        | Rajiv Vindaloo                          |                         |
| 1986 | Little Shop of Horrors                         | Sí    | No        | No       | No        | El primer client                        |                         |
| 1987 | Teràpia inútil                                 | Sí    | No        | No       | No        | Bob                                     |                         |
| 1987 | La princesa promesa                            | Sí    | No        | No       | No        | Conte Tyrone Rugen, l'home amb sis dits |                         |
| 1988 | Sticky Fingers                                 | Sí    | No        | No       | No        | Sam                                     |                         |
| 1989 | The Big Picture                                | No    | Sí        | Sí       | No        |                                         |                         |
| 1992 | Alguns homes bons                              | Sí    | No        | No       | No        | Dr. Stone                               |                         |
| 1994 | The Return of Spinal Tap                       | Sí    | No        | No       | No        | Nigel Tufnel                            |                         |
| 1996 | Esperant en Guffman                            | Sí    | Sí        | Sí       | No        | Corky St. Clair                         |                         |
| 1998 | Almost Heroes                                  | No    | No        | Sí       | No        |                                         |                         |
| 1998 | Small Soldiers                                 | Sí    | No        | No       | No        | Slamfist/Scratch-It                     | Veus                    |
| 2000 | Best in Show                                   | Sí    | Sí        | Sí       | No        | Harlan Pepper                           |                         |
| 2003 | La força del vent                              | Sí    | Sí        | Sí       | No        | Alan Barrows                            |                         |
| 2005 | Mrs. Henderson Presents                        | Sí    | No        | No       | No        | Lord Cromer                             |                         |
| 2006 | For Your Consideration                         | Sí    | Sí        | Sí       | No        | Jay Berman                              |                         |
| 2009 | Night at the Museum: Battle of the Smithsonian | Sí    | No        | No       | No        | Ivan the Terrible                       |                         |
| 2009 | The Invention of Lying                         | Sí    | No        | No       | No        | Nathan Goldfrappe                       |                         |
| 2012 | Her Master's Voice                             | No    | No        | No       | Sí        |                                         |                         |
| 2016 | Mascots                                        | Sí    | Sí        | Sí       | No        | Corky St. Clair                         | Pel·lícula de Netflix   |

### Televisió
| Any        | Títol                                   | Actor | Guionista | Director | Productor | Paper                                | Notes                                                                   |
| ---------- | --------------------------------------- | ----- | --------- | -------- | --------- | ------------------------------------ | ----------------------------------------------------------------------- |
| 1975       | Saturday Night Live with Howard Cosell  | No    | Sí        | No       | No        |                                      | Sèrie de varietats                                                      |
| 1975       | The Lily Tomlin Special                 | No    | Sí        | No       | No        |                                      | Especial de TV                                                          |
| 1976       | The Billion Dollar Bubble               | Sí    | No        | No       | No        | Al Green                             | Pel·lícula de TV                                                        |
| 1976       | TVTV Looks at the Oscars                | No    | Sí        | No       | No        |                                      | TV special                                                              |
| 1976       | TVTV: Super Bowl                        | No    | Sí        | No       | No        |                                      | TV special                                                              |
| 1976       | The TVTV Show                           | Sí    | Sí        | No       | No        | Various                              | TV special                                                              |
| 1977       | It Happened One Christmas               | Sí    | No        | No       | No        | Harry Bailey                         | TV film                                                                 |
| 1977       | The Andros Targets                      | Sí    | No        | No       | No        | Gordon Hamilton                      | Episodi: "A Currency for Murder"                                        |
| 1977       | All in the Family                       | Sí    | No        | No       | No        | Jim                                  | Episodi: "Mike and Gloria Meet"                                         |
| 1978       | Laverne &amp; Shirley                   | Sí    | No        | No       | No        | Greg Harris                          | Episodi: "Bus Stop"                                                     |
| 1978       | Peeping Times                           | No    | Sí        | No       | No        |                                      | Especial de televisió                                                   |
| 1979       | Blind Ambition                          | Sí    | No        | No       | No        | Jeb Stuart Magruder                  | Minisèrie                                                               |
| 1979       | The Chevy Chase National Humor Test     | Sí    | Sí        | No       | No        | Diversos                             | Especial de televisió                                                   |
| 1980       | Haywire                                 | Sí    | No        | No       | No        | El director de T.V.                  | Pel·lícula de televisió                                                 |
| 1982       | Million Dollar Infield                  | Sí    | No        | No       | No        | Bucky Frische                        | Pel·lícula de televisió                                                 |
| 1982       | A Piano for Mrs. Cimino                 | Sí    | No        | No       | No        | Philip Ryan                          | Pel·lícula de televisió                                                 |
| 1982       | A cor obert                             | Sí    | No        | No       | No        | H.J. Cummings                        | 2 episodis                                                              |
| 1984–85    | Saturday Night Live                     | Sí    | Sí        | No       | No        | Diversos                             | 19 episodis                                                             |
| 1986       | Shelley Duvall's Tall Tales & Legends   | No    | Sí        | No       | No        |                                      | Episodi: "Johnny Appleseed"                                             |
| 1989       | Trying Times                            | No    | No        | Sí       | No        |                                      | Episodi: "The Sad Professor"                                            |
| 1989       | Billy Crystal: Midnight Train to Moscow | Sí    | No        | No       | No        | La veu                               | Especial                                                                |
| 1989       | I, Martin Short, Goes Hollywood         | Sí    | No        | No       | No        | Antoninus DiMentabella               |                                                                         |
| 1991       | Morton &amp; Hayes                      | Sí    | Sí        | Sí       | Sí        | El Supremo / Crooner / Dr. Von Astor | Direcció de 5 episodis; actor a 3 episodis; composició del tema musical |
| 1991       | Amnesty International's Big 3-0         | Sí    | No        | No       | No        | Nigel Tufnel                         | Especial de televisió                                                   |
| 1992       | Els Simpson                             | Sí    | No        | No       | No        | Nigel Tufnel                         | Episodi: "The Otto Show" Veu                                            |
| 1993       | Animaniacs                              | Sí    | No        | No       | No        | Umlatt                               | Episodi: "King Yakko" Veu                                               |
| 1993       | Attack of the 50 Ft. Woman              | No    | No        | Sí       | No        |                                      | Pel·lícula de televisió; compositor                                     |
| 1999       | Dilbert                                 | Sí    | No        | No       | No        | The Dupey                            | Episodi: "The Dupey" Voice                                              |
| 2003       | MADtv                                   | Sí    | No        | No       | No        | Nigel Tufnel                         | Episodi: season 8, episode 21                                           |
| 2007, 2021 | Bob Esponja                             | Sí    | No        | No       | No        | Stanley S. SquarePants / Clem Clam   | 2 episodis: "Stanley S. SquarePants", "Goofy Scoopers" Voice            |
| 2009       | Stonehenge: 'Tis a Magic Place          | Sí    | No        | No       | No        | Nigel Tufnel                         | 3 episodis                                                              |
| 2012       | Premis Oscar de 2011                    | Sí    | No        | Sí       | No        | Membre del grup focal                | Direcció del segment de grup focal                                      |
| 2013       | Family Tree                             | Sí    | Sí        | Sí       | Sí        | Dave Chadwick / Phineas Chadwick     | 8 episodis; també cocreador composició del tema dels crèdits            |

## Premis i nominacions
| Any  | Premi                                    | Categoria | Pel·lícula                 | Resultat  |
| ---- | ---------------------------------------- | --- | -------------------------- | --------- |
| 1976 | Premi Primetime Emmy                     | Escriptura excepcional en una varietat de comèdia o música especial Ann Elder Compartit amb Earl Pomerantz, Jim Rusk, Lily Tomlin, Rod Warren, George Yanok | The Lily Tomlin Special    | Guanyador |
| 1995 | Premi Internacional de Cinema Fantastic  | Millor pel·lícula | Attack of the 50 Ft. Woman | Nominat   |
| 1998 | Premi Independent Spirit                 | Millor protagonista masculí | Esperant en Guffman        | Nominat   |
| 1998 | Premi Independent Spirit                 | Millor guió Compartit amb Eugene Levy | Esperant en Guffman        | Nominat   |
| 1998 | Premi Lone Star de cinema i televisió    | Millor director | Esperant en Guffman        | Guanyador |
| 2001 | Premi exclusiu de DVD                    | Millor comentari d'àudio en DVD | This is Spinal Tap         | Guanyador |
| 2001 | Premi de comèdia americana               | L'actor secundari més divertit d'una pel·lícula | Best in show               | Nominat   |
| 2001 | Premi Satèl·lit d'Or                     | Millor interpretació d'un actor en una pel·lícula, comèdia o musical                                                                                        | Best in show               | Nominat   |
| 2001 | Premi Independent Spirit                 | Millor director | Best in show               | Nominat   |
| 2001 | Premi del Gremi d'Escriptors d'Amèrica   | Millor guió escrit directament per a la pantalla Compartit amb Eugene Levy                                                                                  | Best in show               | Nominat   |
| 2003 | Premi de la Crítica de Cinema de Seattle | Millor Música Compartit amb John Michael Higgins, Eugene Levy, Michael McKean, Catherine O'Hara, Annette O'Toole, Harry Shearer, Jeffrey C. J. Vanston      | La força del vent          | Guanyador |
| 2004 | Premi Grammy                             | Millor cançó escrita per a una pel·lícula, televisió o altres mitjans visuals Compartit amb Eugene Levy, Michael McKean                                     | La força del vent          | Guanyador |